# Bogutovo Selo
Bogutovo Selo je naseljeno mjesto u sastavu općine Ugljevik, Republika Srpska, BiH.

## Stanovništvo
| Bogutovo Selo      |              |
| godina popisa      | 1991.        |
| Srbi               | 494 (99,00%) |
| Muslimani          | 1 (0,20%)    |
| Hrvati             | 0            |
| Jugoslaveni        | 3 (0,60%)    |
| ostali i nepoznato | 1 (0,20%)    |
| ukupno             | 499          |